# Зеленовщина (Роменский район)
Зеленовщина (укр. Зеленівщина) — село,
Коржевский сельский совет,
Роменский район,
Сумская область,
Украина.
Код КОАТУУ — 5924185402. Население по переписи 2001 года составляло 50 человек.

## Географическое положение
Село Зеленовщина находится на расстоянии в 1 км от города Ромны.

## Экономика
- Свинотоварная ферма.